# ジョン・アーバックル
ジョン・アーバックル（英:Jon Arbuckle、Jonathan Q. Arbuckle）は、ジム・デイビスが原作の『ガーフィールド』に登場する架空のキャラクター。初登場は1976年の1月8日である。ジョンはガーフィールドの飼い主で漫画家でもある。